# Фігури Хладні

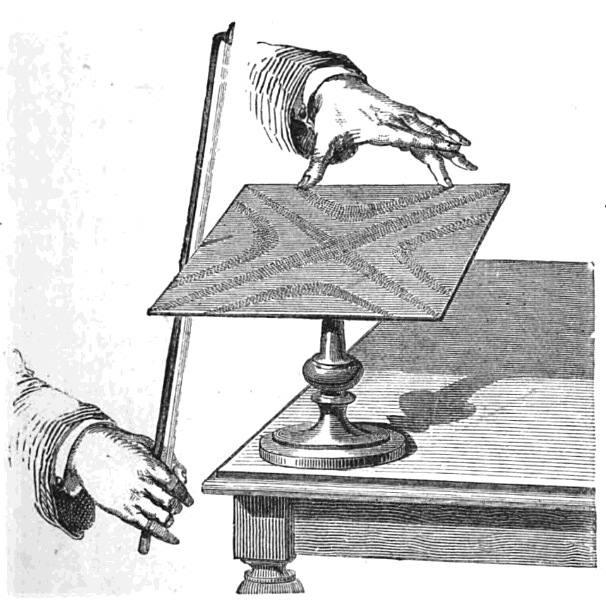
Метод отримання резонансу пластини з використанням смичка

Фігу́ри Хла́дні — візерунки, що утворюються накопиченням дрібних частинок (наприклад, піску) поблизу пучностей чи вузлових ліній стоячих хвиль на поверхні пружної пластинки, що коливається. Названі в честь німецького фізика Ернста Хладні, який займався дослідженням закономірностей прояву цих явищ. Ефекти, що є причинами виникнення фігур Хладні, вивчаються кіматикою.

## Історичні передумови
В умовах резонансу області вібрацій на поверхні пластин поділяються на зони, які коливаються у протифазі та обмежені лініями нульової вібрації (лініями вузлів стоячих хвиль). Хладні повторив експеримент англійського вченого Роберта Гука, який у 8 липня 1680 року в Оксфордському університеті, проводив дослідження, під час якого спостерігав візерунки ліній вузлів стоячих хвиль при вібрації скляних пластин, покритих борошном, від взаємодії смичка з їх краєм.
У 1771 році були відкриті знамениті фігури Ліхтенберга — картина розподілу поверхневого електричного розряду, що виникає при проскакуванні іскри на пластинку з непровідного матеріалу (скло), посипану непровідним порошком (смоляними крихтами, наприклад). Під враженням від цього відкриття Хладні вирішив перевірити, якою буде реакція гнучких пластин злегка вкритих дрібнозернистим піском, якщо провести смичком по їх краю. При досягненні пластиною стану резонансу пісок на ній починав перерозподілятись і утворював фігуру з певним візерунком («фігури Хладні»). Свої спостереження про вплив коливань на зміну форми, Хладні описав і видав у 1787 книгою «Відкриття у теорії звуку», репринтне видання книги вийшло у 1980 році). Результати досліджень показали закономірності розподілу стоячих хвиль, що виникають при вібрації пластинки, і стали у подальшому основою для створення ефективних методів вивчення власних коливань діафрагм різних акустичних приладів.

## Закономірності розташування частинок
Для випадку круглої пластинки вузлові лінії можуть бути коловими або радіальними; у випадку прямокутної чи трикутної пластинки вони спрямовані паралельно до сторін або діагоналей. Змінюючи точки закріплення і місця збудження, можна отримати різноманітні фігури Хладні.
Відносно крупні частинки накопичуються у вузлових лініях, де амплітуда коливань є нульовою або відносно малою (це явище спостерігав Хладні). Якщо частинки є відносно малими, то вони збираються не у вузлах, а в пучностях (це явище було помічене Ф. Саваром і пояснене М. Фарадеєм як наслідок акустичних течій в середовищі, що оточує пластинку, наприклад, повітря). Для випадку мікро- і наночастинок, що є невидимими неозброєним оком, також встановлена залежність місця концентрації частинок від їх розміру.

## Галерея зображень фігур Хладні
Фігури Хладні на квадратній пластині із закріпленням у центрі на різних модах коливань

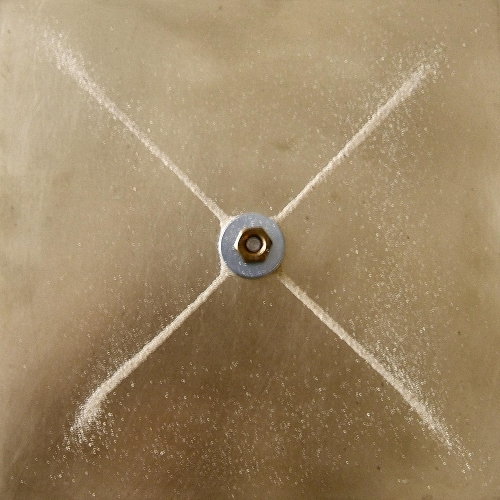
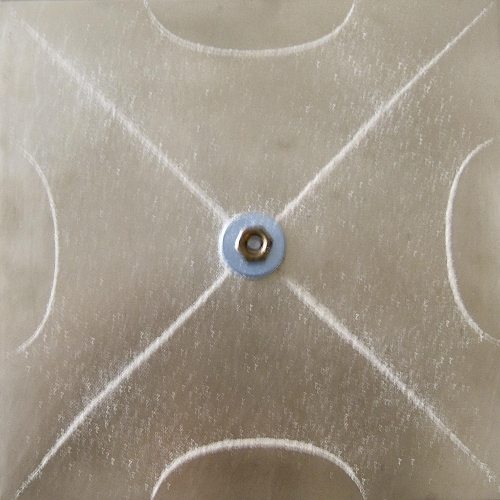
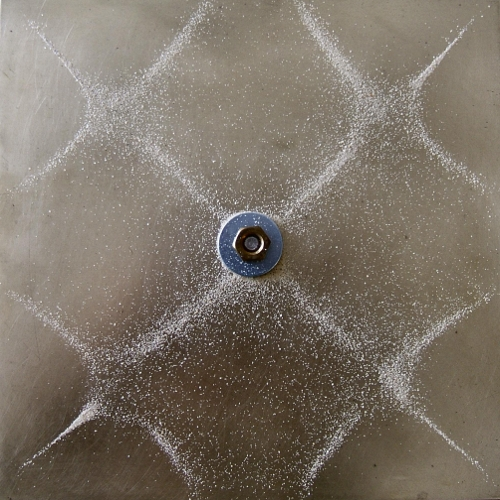
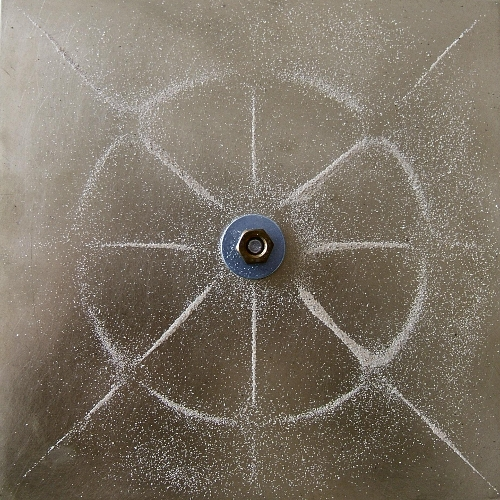

## Застосування
У 1818 році Хладні в одному з листів повідомляв про дотепне застосування його звукових фігур одним будівельником в Кобленці: для точного збігу отворів у кам'яній плиті сходів перед свердлінням їх знизу будівельник посипав плиту піском, який в умовах вібрацій при свердлінні частково перерозподіляється, точно вказуючи місце для зустрічного свердління зверху.
Згодом замість смичка стали використовувати звукові динаміки з електронним генератором сигналу, що забезпечувало точніше налаштування на необхідну частоту.
Методи цієї техніки зазвичай використовують при проектуванні і виготовленні музичних інструментів таких як скрипка, гітара та віолончель, в дефектоскопії та для дослідження виробів у цілому.

## У культурі
Йозеф Кнехт — головний герой роману Гра в бісер — з-поміж іншого займається вивченням фігур Хладні, коли розбирає одну з партій гри, зображеної у книзі.